# Drietoma
Drietoma és un poble i municipi d'Eslovàquia que es troba a la regió de Trenčín.

## Història
La primera menció escrita de la vila es remunta al 1244.

## Demografia
| Godina             | 1994 | 2004   | 2014    | 2024   |
| ------------------ | ---- | ------ | ------- | ------ |
| Nombre de persones | 2028 | 2047   | 2262    | 2187   |
| Diferència         |      | +0,93% | +10,50% | −3,31% |

| Godina             | 2023 | 2024   |
| ------------------ | ---- | ------ |
| Nombre de persones | 2191 | 2187   |
| Diferència         |      | −0,18% |